# アンナ・ボン

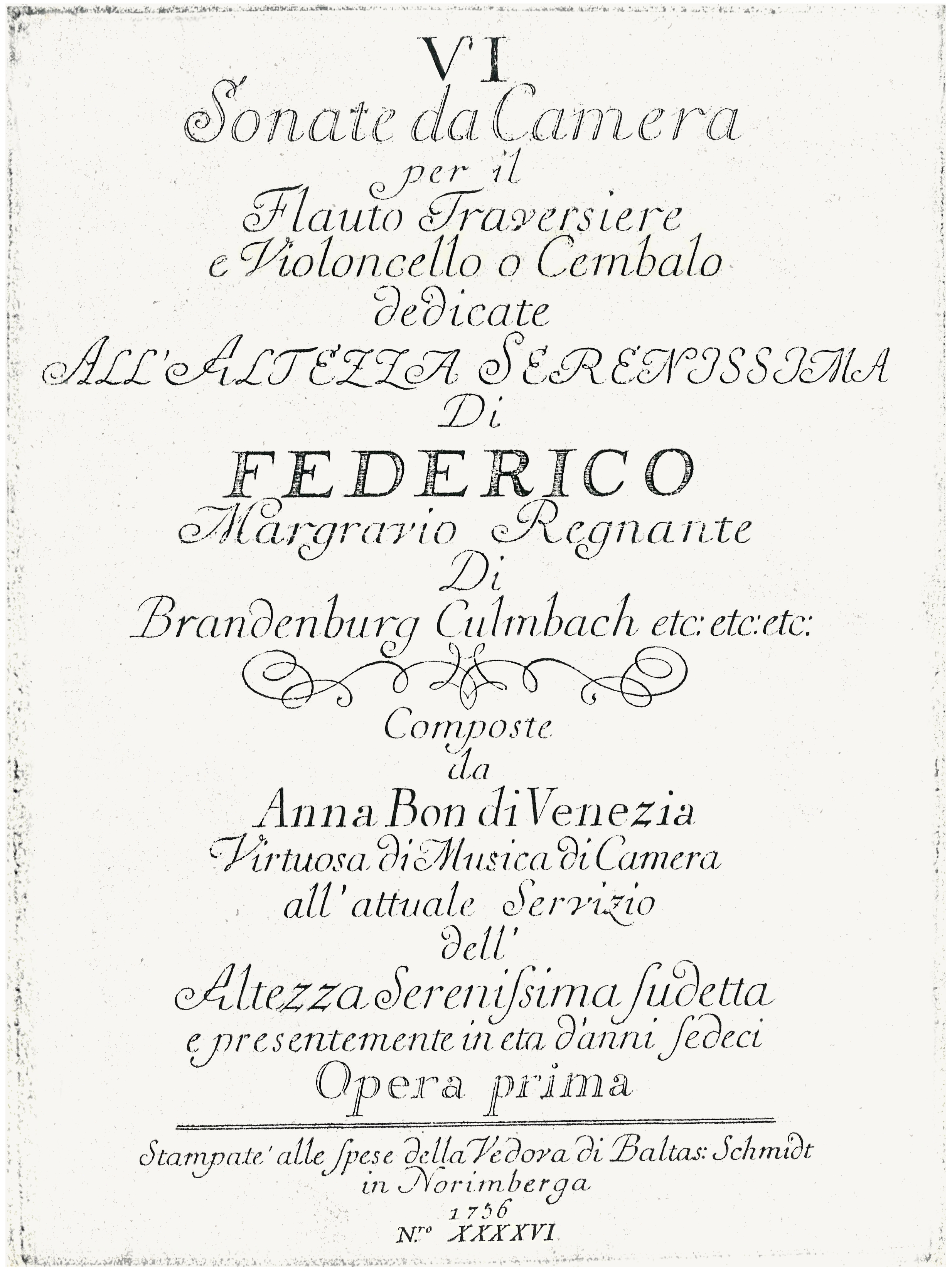
アンナ・ボン「6つのソナタ」作品1の初版表紙

アンナ・ボン（Anna Bon, 1740年 - 1767年以降）はイタリア人の女性作曲家・チェンバロ奏者・声楽家。出身地から、アンナ・ボン・ディ・ヴェネツィア（Anna Bon di Venezia）とも称される。
ヴェネツィアにて音楽関係者を両親に生まれ、父ジローラモは脚本家・舞台演出家、母ローザ・ルヴィネッティは声楽家であった。4歳でピエタ慈善院に入学する。バイロイトで、ブランデンブルク＝クルムバハ辺境伯フリードリヒに仕える両親の一座に加わった後、1762年に家族とともに、アイゼナハのエステルハージ家の宮廷に出仕し、本人は少なくとも1765年まで同地に留まった。1767年までヒルデブルクハウゼンに暮らし、モニェーリという名の歌手と結婚した。その後の彼女の消息は不明である。
存命中に、前古典派様式による《フラウト・トラヴェルソと通奏低音のための6つのソナタ》作品1（1756年）と《6つのチェンバロ・ソナタ》作品2（1757年）が、ニュルンベルクのバルタザール・シュミットにより出版された。